# Bamberger Götzen

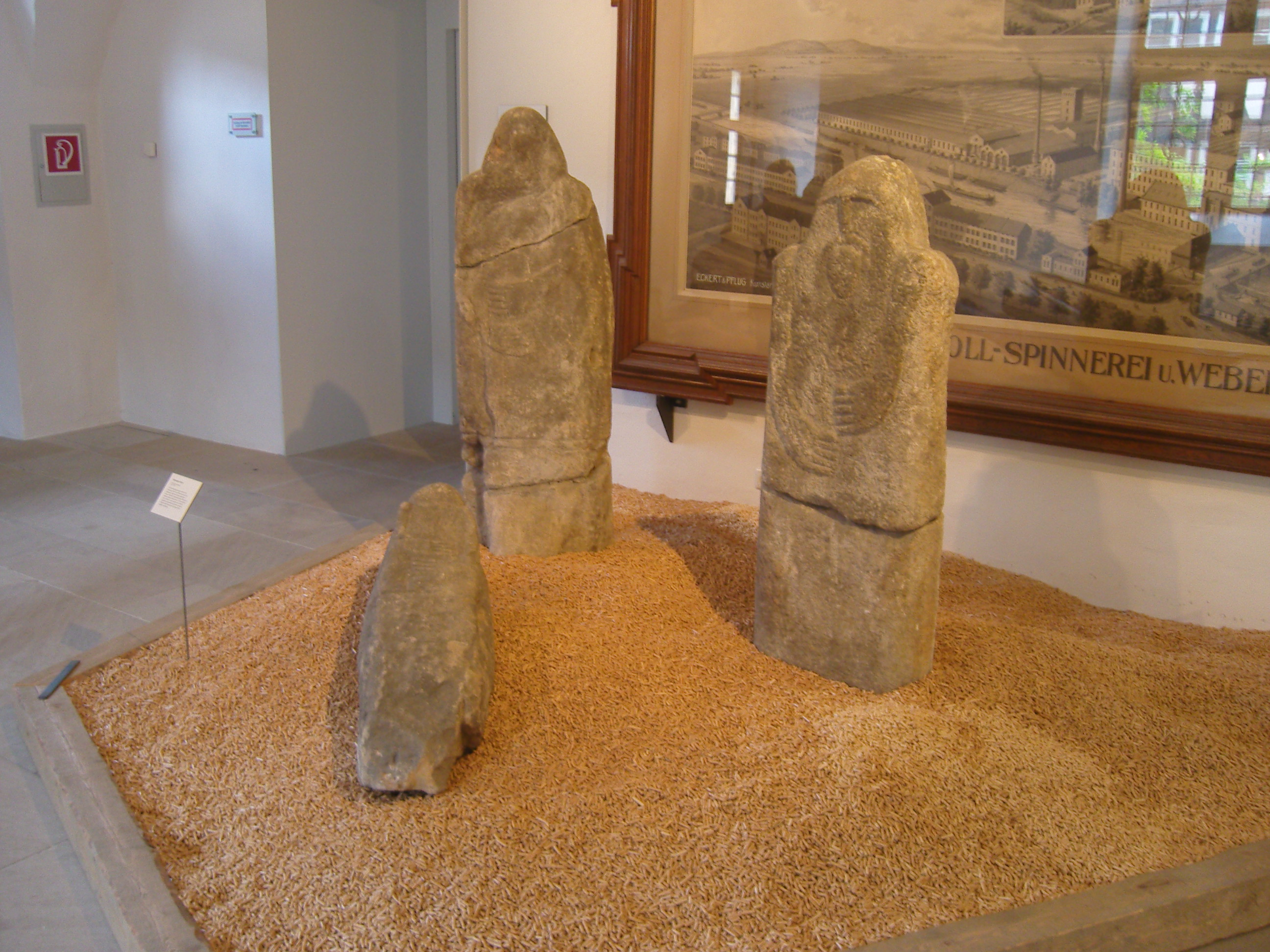
„Bamberger Götzen“

Die drei Bamberger Götzen wurden im Jahre 1858 aus dem Schwemmsand der Regnitz bei Gaustadt geborgen, einem nordwestlich gelegenen, erst seit 1972 eingemeindeten Stadtteil von Bamberg in Oberfranken. Insofern sind es eigentlich die Gaustadter Götzen (richtiger: Gaustadter Bildsteine), ein Name, unter dem die beim Bau des ERBA-Kanals gefundenen Skulpturen ebenfalls firmieren.

## Beschreibung
Es handelt sich um Skulpturen aus Keuper-Sandstein, der in geologischer Vorzeit im Obermaingebiet abgelagert wurde. Sie sind etwa 1,0 bis 1,7 m groß. Ihr Alter ist unbekannt, es kann von der Jungsteinzeit bis ins erste nachchristliche Jahrtausend reichen. Demzufolge können die Figuren als Götzen heidnischen Ursprungs oder als frühchristlich aufgefasst werden.
Das Gesicht der kleineren Skulptur ist wenig ausgeformt. Die größeren, offenbar bärtigen Figuren stellen Männer dar. Ihre Arme liegen vor dem Körper an. Furchen und Wölbungen besonders am unteren Ende deuten eventuell den Faltenwurf von Gewändern an. Fragen werfen die Rückseiten der Figuren auf. Die dortigen Einkerbungen wurden als Rundschilde gedeutet. Linierte Felder wurden als Cape oder Kapuze interpretiert. Diese rückseitigen Darstellungen sind jedoch am ehesten Hierogramme, die in schriftloser Zeit eine spezifische Zuordnung ermöglichten.

## Kulturhistorische Einordnung
Die drei Figuren werden in der Archäologie manchmal als Statuenmenhire bezeichnet, die ansonsten für die spätneolithischen Kulturen im Süden Frankreichs, in Teilen der Toskana (Lunigiana) und in der Westschweiz typisch sind. Aufgrund der Stilmerkmale, besonders bei der Darstellung der Arme und der Augenbögen, sind die Parallelen deutlich. Mit den Darstellungen, wie sie die Kelten (z. B. am Glauberg) schufen, haben sie stilistisch keine Gemeinsamkeit. Meist werden sie jedoch in das 9., bzw. 10. Jahrhundert n. Chr. datiert und als ‚primitive‘ Darstellungen dreier christlicher Missionare interpretiert.

## Standort
Die drei Objekte sind im Historischen Museum der Stadt Bamberg in der Alten Hofhaltung ausgestellt.